# Only a Northern Song
Only a Northern Song è un brano dei Beatles scritto da George Harrison e pubblicato sull'album Yellow Submarine.

## Descrizione
L'ispirazione del brano riguarda l'associazione Northern Song Ltd, gestita inizialmente da Brian Epstein e Dick James; serviva inizialmente per gestire le canzoni Lennon-McCartney. Harrison vi era entrato come autore a contratto, e guadagnava meno dei due compagni sulle sue canzoni; ciò lo spinse a creare, poco dopo, l'associazione Harrisongs Ltd.
Fu registrata durante le sessioni di registrazione di Sgt. Pepper's Lonely Hearts Club Band, ma scartata e infine pubblicata, circa un anno e mezzo dopo, su Yellow Submarine, dopo che i registi dell'omonimo film chiesero alcune nuove canzoni dai Beatles. Un destino simile ebbe It's All Too Much, che però fu registrata poco dopo la fine delle sessioni di Sgt. Pepper's Lonely Hearts Club Band.
Il brano, il cui titolo originale era Not Known, presenta una strumentazione molto insolita per i Beatles, ed è uno dei pezzi maggiormente psichedelici della band. La registrazione iniziò il 13 febbraio 1967 nello Studio 2 degli Abbey Road Studios; in quella data vennero registrati nove nastri della base ritmica, e quattro di essi erano completi. Il 14 febbraio, sul terzo nastro, Harrison vi sovraincise la voce raddoppiata. Il 20 aprile dello stesso anno vennero eliminate le tracce vocali, e vennero sovrancisi il basso, la tromba ed il glockenspiel, e nuovamente le voci. In seguito venne creato solamente un mixaggio monofonico, perché aver adoperato due registratori da quattro piste ognuno diede problemi di sincronizzazione ai tecnici degli Abbey Road Studios. Per un mixaggio stereofonico si è dovuto aspettare fino alla pubblicazione di Yellow Submarine Songtrack del 1999. Un mixaggio differente del brano è stato pubblicato nell'Anthology 2.

## Formazione

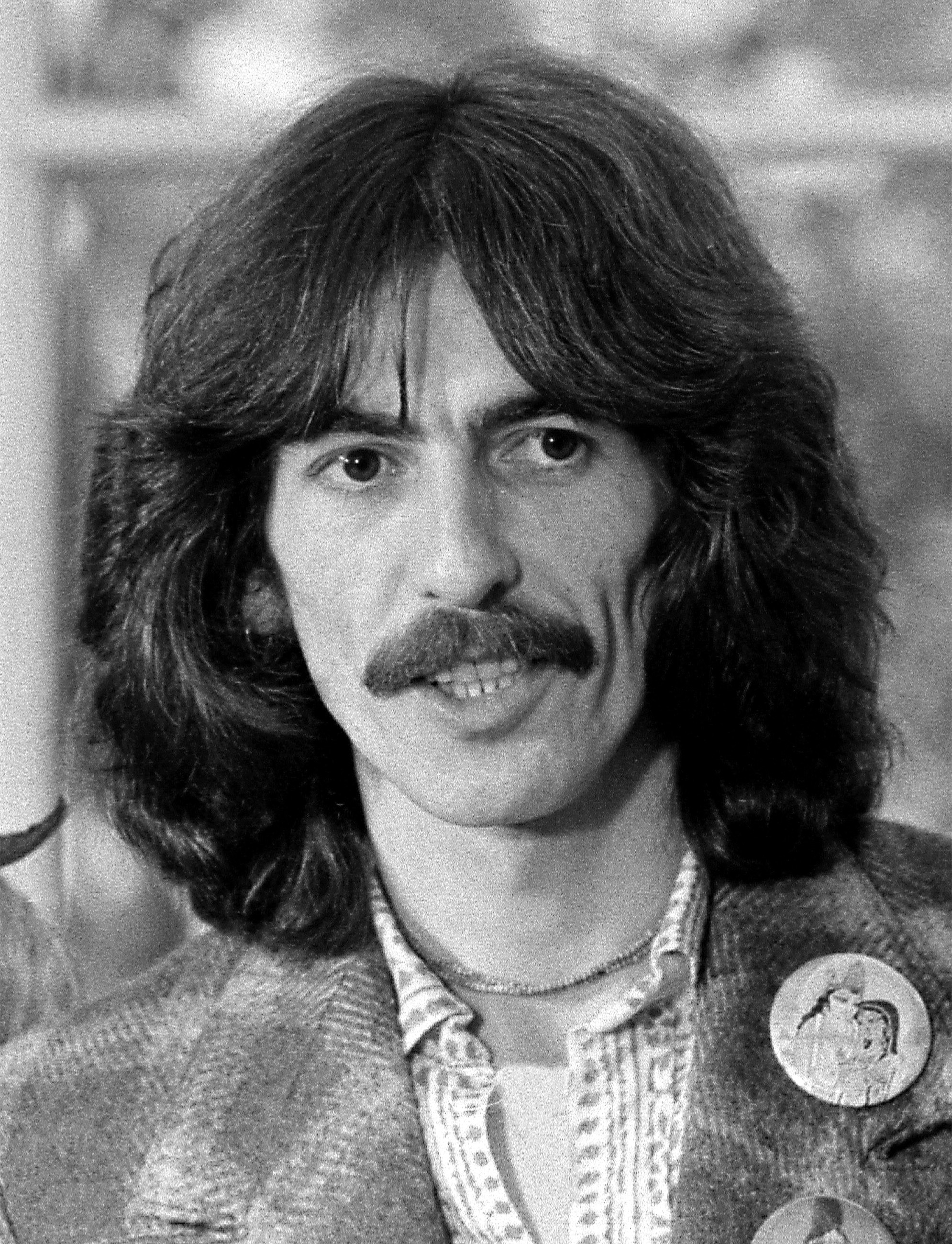
George Harrison, vocalist del brano

- George Harrison: voce raddoppiata, organo Hammond, effetti sonori
- Paul McCartney: basso elettrico, tromba, effetti sonori
- John Lennon: pianoforte, glockenspiel, mellotron (?), effetti sonori
- Ringo Starr: batteria[1][6], timpani, effetti sonori